# 吉祿
吉禄，吳郎漢吉爾們氏，蒙古鑲白旗人。清朝官员。
乾隆壬子科舉人，嘉慶乙丑科進士。历任工部屯田司主事，詹事府经局洗马等职。
子桂星，道光九年己丑科进士，孙廉恩，咸丰五年乙卯科举人。